# Bjarne Iversen
Bjarne Iversen   (Vestre Aker, 2 d'octubre de 1912 - Nittedal, 7 de setembre de 1999) va ser un esquiador noruec, especialista en esquí de fons, que va competir durant la dècada de 1930.
El 1936 va prendre part en els Jocs Olímpics de Garmisch-Partenkirchen, on disputà dues proves del programa d'esquí de fons. Guanyà la medalla de plata en la prova dels relleus 4x10 quilòmetres, formant equip amb Sverre Brodahl, Oddbjørn Hagen i Olaf Hoffsbakken. En la prova dels 18 quilòmetres fou novè.
En el seu palmarès també destaca una medalla de plata al Campionat del Món d'esquí nòrdic de 1935.